# Generación Sampo
| Nombre                   | Traducción                                                    | N.º | Renuncia                   |
| ------------------------ | ------------------------------------------------------------- | --- | -------------------------- |
| Sampo sedae              | Generación de tres renuncias                                  | 1   | Cortejo                    |
| Sampo sedae              | Generación de tres renuncias                                  | 2   | Matrimonio                 |
| Sampo sedae              | Generación de tres renuncias                                  | 3   | Hijos                      |
| Opo sedae                | Generación de cinco renuncias                                 | 4   | Empleo                     |
| Opo sedae                | Generación de cinco renuncias                                 | 5   | Vivienda propia            |
| Chilpo sedae             | Generación de siete renuncias                                 | 6   | Relaciones interpersonales |
| Chilpo sedae             | Generación de siete renuncias                                 | 7   | Esperanza                  |
| Gupo sedae               | Generación de nueve renuncias                                 | 8   | Salud                      |
| Gupo sedae               | Generación de nueve renuncias                                 | 9   | Apariencia física          |
| Sippo sedae/ Wanpo sedae | Generación de diez renuncias/ Generación de la renuncia total | 10  | Vida                       |

La generación Sampo (en hangul, 삼포세대; en hanja, 三抛世代; romanización revisada, samposedae; literalmente, «Generación de tres renuncias») es un neologismo en Corea del Sur que se refiere a una generación que abandona el cortejo, el matrimonio y el tener hijos. Muchas de las generaciones jóvenes en Corea del Sur han abandonado esos tres ideales debido a las presiones sociales y los problemas económicos, como el aumento del costo de la vida, los pagos de matrícula y la escasez de viviendas asequibles. También está el opo sedae, o "generación de cinco renuncias", que toma los mismos tres y agrega empleo y propiedad de la vivienda. El chilpo sedae ("generación de siete renuncias") incluye además las relaciones interpersonales y la esperanza, mientras que el gupo sedae ("generación de nueve renuncias") se extiende a la salud y la apariencia física. Finalmente, el sippo sedae ("generación de diez renuncias") o wanpo sedae ("generación de renuncia total") culmina en renunciar a la vida. La generación Sampo es similar a la generación Satori en Japón.

## Origen del término
Este término fue utilizado por el equipo de informes especiales del periódico Kyunghyang Shinmun en la publicación «Hablando sobre el Estado de Bienestar». Definieron a este grupo como la generación en ascenso que tenía trabajos inestables, pagos de altas deudas a causa de los préstamos estudiantiles, precaria preparación para el empleo, entre otros problemas, y que pospuso el amor, el matrimonio y la familia sin ningún plan prospectivo. Esta palabra y su definición comenzaron a difundirse rápidamente a través de diversos medios e Internet. La carga de formar una familia en Corea del Sur llegó al límite porque la familia se había hecho cargo de los deberes de asistencia social que el gobierno de Corea del Sur no está dispuesto a proporcionar o aceptar la responsabilidad. Finalmente, la generación Sampo demostró que la estructura de la unidad familiar tradicional se estaba desintegrando a un ritmo alarmante.

## Matrimonio
Con respecto a este término, las tendencias matrimoniales coreanas están cambiando. Según la consultora matrimonial Duo, más del 34 por ciento de las 1446 mujeres encuestadas priorizaron la capacidad financiera y el trabajo para elegir un futuro esposo, seguido por el 30 por ciento que le da mayor importancia a la personalidad y el 9 por ciento a la apariencia. En la sociedad moderna, la soltería se ha convertido en un problema mayor que el desempleo, no porque la gente no haya logrado encontrar a la pareja adecuada, sino porque carecen del poder económico para casarse y formar sus propias familias.

## Estudios
| Razones detrás de la generación Sampo          | Razones detrás de la generación Sampo          | Razones detrás de la generación Sampo | Razones detrás de la generación Sampo | Razones detrás de la generación Sampo |
| ---------------------------------------------- | ---------------------------------------------- | ------------------------------------- | ------------------------------------- | ------------------------------------- |
| Razón                                          | Razón                                          |                                       | Porcentaje                            | Porcentaje                            |
| No hay dinero para ahorrar                     | No hay dinero para ahorrar                     |                                       | 53.5 %                                | 53.5 %                                |
| Es difícil a pesar de que él/ella tiene dinero | Es difícil a pesar de que él/ella tiene dinero |                                       | 42.1 %                                | 42.1 %                                |
| Es difícil conseguir un trabajo                | Es difícil conseguir un trabajo                |                                       | 33.1 %                                | 33.1 %                                |
| El salario neto es bajo                        | El salario neto es bajo                        |                                       | 32.1 %                                | 32.1 %                                |
| La deuda personal es alta                      | La deuda personal es alta                      |                                       | 16.8 %                                | 16.8 %                                |

Un estudio del departamento de Sociología de la Universidad Nacional de Seúl identificó cinco motivos que llevaban a la renuncia: incertidumbre, ansiedad, realismo, desesperación y abandono diferido. En el estudio, a excepción de un grupo de personas que no renunciaron a nada, se encontraron cuatro tipos de renuncia, un 27,36% presentaban ansiedad, 19,92% por ser realistas, 13,24% a causa de la desesperación y un 8,70% se rendían conscientemente.

## Problemas similares en otros países
- En los Estados Unidos, personas parte de la generación Y, y de los últimos años de la generación X, pueden pertenecer también a la generación Boomerang, que viven con sus padres a pesar de que normalmente se les consideraría lo suficientemente mayores como para vivir solos. Este fenómeno social es causado principalmente por las altas tasas de desempleo junto con las varias recesiones económicas, y a su vez, los hijos de ellos posponen el romance y el matrimonio debido a las dificultades económicas.[9]
- En Japón, la generación de jóvenes actualmente en el rango de 10 a 20 años se les llama la generación Satori. Son similares a la generación Sampo, y, por lo general, no están interesados en artículos de lujo, viajes al extranjero, dinero y carreras exitosas.[10]
- En Europa, hay varios términos y grupos comparables a la generación Sampo. En Grecia, se los llama la generación de los 700 euros. Estos jóvenes a menudo trabajan en trabajos temporales y reciben el salario mínimo permitido de 700 euros al mes. El término apareció por primera vez en 2008.[11]